# Dračinka křovitá
Dračinka křovitá (Cordyline fruticosa) je stálezelená rostlina z čeledi chřestovité (Asparagaceae), dříve přiřazovaná do čeledí agávovité (Agavaceae) nebo Laxmanniaceae. Řadí se do rodu dračinka (Cordyline). Je to dřevina rostoucí do výšky 4 metrů, s listy dlouhými 30–60 centimetrů a širokými 5–10 cm na vrcholu dřevěného stonku. Vytváří 40–60 centimetrů dlouhou latu tvořenou malými vonnými květinami v nažloutlých až rudých barvách, ze kterých vznikají červené bobule.
Tato rostlina roste v tropických oblastech jihovýchodní Asie, Papuy Nové Guineje, Melanésie, severovýchodní Austrálie, Indického oceánu a částech Polynésie. Přestože sama o sobě původně nerostla na Havaji nebo Novém Zélandu, vyskytuje se i zde, protože sem byla dovezena polynéskými obyvateli. Cordyline fruticosa je známá jako „zelná“ nebo „liliová palma“, rostlina Ti a dalšími jmény.